# HTTP 451
У рачунарским мрежама, HTTP 451 Unavailable For Legal Reasons је статусни код грешке http протокола који ће бити приказан када корисник покуша да приступи илегалном извору, као што су веб странице цензурисане од стране Владе. Број 451 је референца на дистопијски роман Фаренхајт 451 Реја Бредберија из 1953, у којој су књиге забрањене. 451 може се окарактерисати као дескриптивна  варијанта 403 Forbidden статусног кода.
Овај статусни код  је стандартизирован у  7725.
Примери ситуација у којима се код грешке 451 може појавити укључују веб странице које  се сматрају претњом за националну безбедност или веб странице које крше ауторска права, приватност или било који судски налог.
RFC дефинише да 451 одговор не указује на непостојање извора већ да је приступ блокиран, било да је овај извор уклоњен због правних разлога и више не постоји или можда никада није ни постојао, али свака дискусија о томе је законом забрањена. (види судске забране).На неким веб серверима се појављивала HTTP грешка 404 (Not Found) ако није било дозвољено законом да се открије да је ресурс уклоњен. Таква тактика се користила у Великој Британији од стране интернет провајдера који су користили Internet Watch Foundation црну листу, приказујући 404 статусни код или другу поруку о грешци уместо приказивања поруке која имплицира да је сајт блокиран.
Овај статусни код је формално понудио 2013. године Тим Брај, пратећи неформалне предлоге које је дао  Крис Еплгејт  2008. године и Теренс Иден 2012. године. Он је био одобрен од стране IESG 18. децембра 2015. године. Јавно је  објављена као [rfc:7725 документ РФЦ 7725]  фебруара 2016. године.